# Якимова Слобода (Светлогорский район)
Якимова Слобода (бел. Якімава Слабада) — деревня в Светлогорском районе Гомельской области Республики Беларусь. В составе Боровиковского сельсовета.

## География

### Расположение
В 2 км на восток от Светлогорска, 3 км от железнодорожной станции Светлогорск-на-Березине (на линии Жлобин — Калинковичи), 112 км от Гомеля.

### Гидрография
На западе — пойма реки Березина, озера Кривое и Глушец.

## Транспортная сеть
На автодороге Светлогорск — Горваль. Планировка состоит из чуть изогнутой длинной улицы, ориентированной с юго-востока на северо-запад, к которой с запада присоединяются 3 улицы. Жилая застройка кирпичная и деревянная, усадебного типа.

## История
Обнаруженные археологами поселения эпохи неолита, 4 — 2 тысячелетий до н. э. (в 1 км на восток и 1,5 км на юго-восток от деревни, оба на правом берегу Березины), свидетельствуют о деятельности человека в этой местности с давних времён. В самой деревне имеется городище железного века и средневековья.
Согласно письменным источникам деревня известна с XVIII века как селение в Речицком повете Минского воеводства Великого княжества Литовского.
После 2-го раздела Речи Посполитой (1793 год) в составе Российской империи. Действовала Свято-Николаевская церковь (в ней хранились метрические книги с 1796 года). В 1850 году владение помещика Адамовича. Вместо старой в 1854 году построена новая деревянная церковь. В 1863 году построено здание школы, и в ней начались занятия. Через деревню проходил большак из Рогачёва на Волынь и в Чернигов. Имелась почтовая станция (14 эпипажей), на Березине паромная переправа. Обозначена на карте 1866 года, которой пользовалась Западная экспедиция по осушению болот, работавшая в этих местах в 1890-е годы. Центр волости, в состав которой в 1885 году входили 20 селений с 580 дворами. В 1886 году открыто народное училище, действовала церковь. Согласно переписи 1897 года действовали церковь, народное училище, 4 магазина, трактир. Рядом одноимённый фольварк.
В 1908 году работало отделение почтовой связи, в Речицком уезде Минской губернии. В результате эпидемии холеры в 1910 году умерли 4 жителя. Действовал амбулаторно-врачебный пункт.
В августе 1918 года, во время немецкой оккупации (Первая мировая война), Горвальский партизанский отряд занял деревню и установил в ней советскую власть. С 20 августа 1924 года до 1928 года центр Якимовослободского сельсовета Паричского района Бобруйского округа. В 1929 году организован колхоз. В 1930-е годы 8 жителей были репрессированы. На текущий момент в деревне расположены Светлогорская птицефабрика, отделение связи, два магазина, фельдшерско-акушерский пункт, школа, детский сад, дом культуры, библиотека, церковь.

## Население

### Численность
- 2004 год — 446 хозяйств, 1057 жителей

### Динамика
- 1850 год — 46 дворов
- 1886 год — 58 дворов, 310 жителей
- 1897 год — 73 двора, 462 жителя (согласно переписи)
- 1908 год — 114 дворов, 668 жителей
- 1925 год — 185 дворов
- 1930 год — 194 двора, 1077 жителей
- 1959 год — 1011 жителей (согласно переписи)
- 2004 год — 446 хозяйств, 1057 жителей

## Достопримечательность
- Братская могила